# Campionato francese di rugby a 15 1952-1953
Il Campionato francese di rugby a 15 di prima divisione 1952-1953  fu vinto dal FC Lourdes che sconfisse lo Stade montois in finale.

## Formato
- Prima fase con 64 squadre divise in 8 gruppi di 8.
- Le prime due di ogni gruppo agli ottavi di finale con i quali inizia l'eliminazione diretta sino alla finale

## Contesto
Il Torneo delle Cinque Nazioni 1953 fu vinto dall'Inghilterra, la Francia terminò quarta.
Il Challenge Yves du Manoir fu vinto dal FC Lourdes che superò la Section paloise in finale.

## Fase di qualificazione
In grassetto le qualificate agli ottavi
| - CA Brive - CA Bègles - US Dax - US Marmande - Stade lavelanétien - US Montauban - CASG Paris - FC Lourdes                                | - USA Perpignan - RC Chalon - Paris université club - Stade dijonnais - USA Limoges - US Romans - Montélimar - Roanne      | - SU Agen - US Tours - RC Toulon - Libourne - SC Angoulême - SC Graulhet - Racing club de France - Aviron bayonnais |
| - Stade montois - Saint-Jean-de-Luz - Stade toulousain - Boucau stade - Stade nantais UC - Stade rochelais - Biarritz olympique - SC Tulle | - Section paloise - Tyrosse RCS - Stade aurillacois - AS Montferrand - Cognac - Stade bordelais UC - US Bergerac - SC Albi | - SC Mazamet - FC Oloron - Stade bagnérais - AS Soustons - US Carmaux - Niort - CA Périgueux - FC Auch              |
| - RC Vichy - La Voulte sportif - AS Béziers - Côte vermeille - Valence - FC Grenoble - CS Vienne - Bort-les-Orgues                         | - Castres olympique - Céret sportif - RC Narbonne - US bressane - CO Il Creusot - US Métro - Lyon OU - Stadoceste tarbais  | |

## Ottavi di finale
(In grassetto il qualificate ai quarti)
| Squadra 1             | Squadra 2          | Risultati |
| --------------------- | ------------------ | --------- |
| FC Lourdes            | FC Oloron          | 15-0      |
| Racing club de France | Castres olympique  | 6-3       |
| Cognac                | AS Béziers         | 5-0       |
| Stade toulousain      | SU Agen            | 3-0       |
| Stade montois         | USA Perpignan      | 3-0       |
| Roanne                | Stadoceste tarbais | 6-3       |
| Stade lavelanétien    | SC Mazamet         | 9-3       |
| Section paloise       | CS Vienne          | 6-3       |

## Quarti di finale
(In grassetto il qualificate alle semifinali)
| Squadra 1          | Squadra 2             | Risultati |
| ------------------ | --------------------- | --------- |
| FC Lourdes         | Racing club de France | 15-12     |
| Cognac             | Stade toulousain      | 6-3       |
| Stade montois      | Roanne                | 6-0       |
| Stade lavelanétien | Section paloise       | 8-6       |

## Semifinali
| Squadra 1     | Squadra 2          | Risultati     |
| FC Lourdes    | Cognac             | 19-3          |
| Stade montois | Stade lavelanétien | 11-9 (d.t.s.) |

## Finale
| Arbitro: | Marcel Vigneaux |

| |            | |
| mete: Manterola (2) Saint Pastous Martine Estrade trasf.: Jean Prat 3 | Marcatori  | mete: Berrocq-Irigoin Darrieussecq Cazenave trasf.: Berrocq-Irigoin 2 Drop: Berrocq-Irigoin |
| Eugène Buzy André Abadie Daniel Saint-Pastous Louis Guinle André Laffont Jean Prat Henri Domec Thomas Manterola François Labazuy Antoine Labazuy Jean-Roger Bourdeu Roger Martine Maurice Prat Jean Estrade Henri Claverie | Formazioni | Léonce Beheregarray Pierre Pascalin Robert Carrère Jean Beloqui Jean-Noël Brocas Maurice Lestage Georges Berrocq-Irigoin Jacques Larrezet Jean Darrieussecq Gilbert Laussucq Gérard Dagès Claude Fontanié André Boniface Fernand Cazenave Albert Bonnecaze |